# Roodbrauwmalkoha
De roodbrauwmalkoha (Dasylophus superciliosus; synoniem: Phaenicophaeus superciliosus) is een koekoeksvogel die alleen voorkomt op de Filipijnen.
In het Filipijns heet deze vogel Tamsiya.

## Algemeen
De roodbrauwmalkoha is een grote koekoeksvogel met een lange staart en een opvallende kuif. De twee geslachten lijken sterk op elkaar. De twee ondersoorten zijn te onderscheiden doordat P. s. cagayanensis kleiner is, een minder lange kuif heeft een enigszins olijfkleurige onderzijde heeft in vergeleken met P. s. superciliosus. Een volwassen exemplaar van P. s. superciliosus heeft zwarte bovendelen, vleugels en staart met wat blauwachtig groen daardoorheen. De kop is boven de ogen bedekt met lange rode veren. De onderzijde van de vogel is zwart met wat grijsgroen erdoorheen. Een juveniel heeft een bruinere kop en lichaam en heeft in tegenstelling tot een volwassen exemplaar geen kuif.
Deze soort wordt inclusief staart 41,5 centimeter en heeft een vleugellengte van 16,5 centimeter.

## Ondersoorten, verspreiding en leefgebied
De roodbrauwmalkoha telt twee ondersoorten:
- P. s. cagayanensis: Cagayan (in het noorden van Luzon).
- P. s. superciliosus: Luzon ten zuiden van Cagayan.

De soort komt voor beneden 1000 meter in bossen, bosranden en secundair woud.

## Voortplanting
Er zijn exemplaren met vergrote gonaden waargenomen in de maanden mei en juni. Recent uitgevlogen exemplaren zijn waargenomen in mei en augustus. Over het nest en de eieren is niets bekend.